# Kazunori Kan
Kazunori Kan (菅 和範 Kan Kazunori?, nacido el 11 de noviembre de 1985 en Ehime) es un futbolista japonés que se desempeña como defensa.

## Trayectoria

### Clubes
| Club       | País  | Año         |
| ---------- | ----- | ----------- |
| FC Gifu    | Japón | 2008 - 2011 |
| Tochigi SC | Japón | 2012 -      |

## Estadística de carrera

### J. League
| Club       | Año   | J. League | J. League | Copa J. League | Copa J. League | Total | Total |
| Club       | Año   | Part.     | Goles     | Part.          | Goles          | Part. | Goles |
| ---------- | ----- | --------- | --------- | -------------- | -------------- | ----- | ----- |
| FC Gifu    | 2008  | 34        | 4         | -              | -              | 34    | 4     |
| FC Gifu    | 2009  | 46        | 4         | -              | -              | 46    | 4     |
| FC Gifu    | 2010  | 32        | 0         | -              | -              | 32    | 0     |
| FC Gifu    | 2011  | 25        | 1         | -              | -              | 25    | 1     |
| Tochigi SC | 2012  | 32        | 1         | -              | -              | 32    | 1     |
| Tochigi SC | 2013  | 25        | 0         | -              | -              | 25    | 0     |
| Tochigi SC | 2014  | 11        | 0         | -              | -              | 11    | 0     |
| Tochigi SC | 2015  | 22        | 0         | -              | -              | 22    | 0     |
| Tochigi SC | 2016  | 23        | 1         | -              | -              | 23    | 1     |
| Tochigi SC | 2017  | 23        | 2         | -              | -              | 23    | 2     |
| Total      | Total | 273       | 13        | 0              | 0              | 273   | 13    |